# Siti storici nazionali di Marconi in Canada

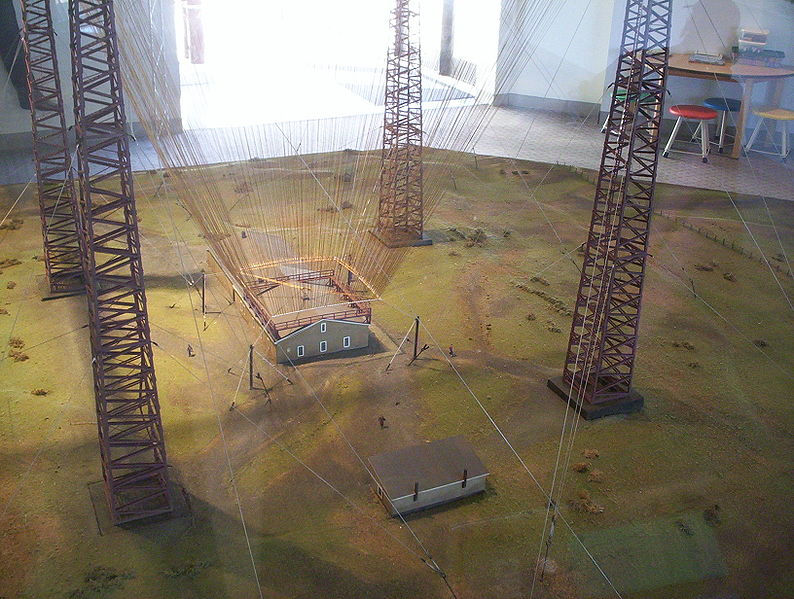
Un modello delle torri di trasmissione di Marconi nella sua prima stazione wireless a Glace Bay

Il sito storico nazionale Marconi e il sito storico nazionale Marconi Wireless Station sono due siti storici nazionali del Canada situati sull'isola di Cape Breton, Nuova Scozia, Canada. Entrambi i siti commemorano gli sforzi di Guglielmo Marconi per trasmettere segnali radio transatlantici tra il Nord America e l'Europa nel primo decennio del XX secolo. I due siti si trovano a circa 8 km uno dell'altro e sono collegati dalla strada "Marconi Trail". 
Un altro sito storico nazionale legato al lavoro di Marconi in Canada è Signal Hill a St. John's, Terranova e Labrador. Signal Hill fu designato, in parte, per commemorare i primi test di trasmissione di Marconi nel 1901. 

## Sito storico nazionale Marconi
Il sito storico nazionale canadese di Marconi, situato a Table Head a Glace Bay, è il sito della prima stazione radio transatlantica di Guglielmo Marconi (denominata VAS), e del il primo messaggio radio inviato dal Nord America all'Europa il 15 dicembre 1902. Il sito presenta i resti delle torri di trasmissione di Marconi, una moderna stazione radio amatoriale, oltre a un museo che racconta i successi di Marconi. 
Marconi ha scelto questo sito per la sua caratteristica  vista libera da ostacoli sull'Oceano Atlantico. Alcuni dei basamenti di cemento per le enormi torri sono ancora visibili sul terreno. Nel 1901, il primo messaggio wireless da ovest a est fu inviato attraverso l'Oceano Atlantico in Inghilterra da questo sito. Un trasmettitore a scintilla con 75 kilowatt di potenza alimentava quattro alte antenne sul sito di 2 ettari (4,9 acri) vista sull'oceano. Nel dicembre 1902 Marconi trasmise i primi messaggi completi a Poldhu dalle stazioni di Glace Bay, Nova Scotia.
Le strutture di Marconi furono smantellate e trasferite in un sito più grande a sud-ovest nel 1905, oggi noto come sito storico nazionale della Marconi Wireless Station. 
Il sito è stato designato sito nazionale storico nel 1939. Il sito è gestito da Parks Canada e il museo del sito storico nazionale Marconi è affiliato con CMA, CHIN e Virtual Museum of Canada . 

## Sito storico nazionale Marconi Wireless Station
Le comunicazioni tra Glace Bay e l'Inghilterra si dimostrarono inaffidabili e possibili solo dopo il tramonto, quindi Marconi fece costruire stazioni più grandi su entrambe le sponde dell'Atlantico tra il 1905 e il 1907. Queste stazioni si trovavano a Clifden, in Irlanda, e in un sito di 350 ettari (860 acri) appena a sud di Glace Bay, vicino a Port Morien. Le due stazioni erano all'epoca le stazioni radio più potenti del mondo.
La stazione wireless Marconi di Cape Breton cessò di funzionare nel 1946. La proprietà fu acquistata da Russell Cunningham, un residente locale, ed è ancora di proprietà dei suoi eredi. Oggi tutto ciò che rimane della stazione sono le basi delle torri aeree e tre edifici abbandonati in vari gradi di degrado. Il sito è stato designato sito nazionale storico nel 1983.